# Renault R27
La Renault R27 è stata una monoposto di Formula 1 della stagione 2007, costruita su progetto di Bob Bell. Il progetto era simile alla stagione 2006. Fu guidata da Giancarlo Fisichella e Heikki Kovalainen.

## Livrea
Per quanto riguarda la livrea, i colori della monoposto, rispetto a quelli del 2006 sono cambiati dal blu e giallo al giallo e bianco, per esigenze del nuovo sponsor ING Group.

## Tecnica
La R27 era equipaggiata con un propulsore 2.4L V8 RS27 derivato dal precedente V8 RS26. A gestirlo era chiamato un cambio sequenziale a sette rapporti. Il telaio monoscocca era composto da carbonio e Kevlar. Le sospensioni erano a doppi bracci trasversali con configurazione push-rod, mentre gli ammortizzatori erano forniti dalla Sachs. L'impianto frenante era costituito da freni a disco ventilati in ceramica.

## Stagione
La stagione 2007 è deludente e segna un netto regresso rispetto alle stagioni precedenti; il campionato vede la scuderia concludere terza nella classifica costruttori (grazie anche alla squalifica della McLaren), con 51 punti e un solo podio all'attivo, il secondo posto di Kovalainen in Giappone.
A circa metà stagione, gli scarsi risultati fino a quel punto hanno causato l'abbandono allo sviluppo della vettura.

## Piloti
| Piloti ufficiali     | Piloti ufficiali     | Piloti ufficiali |
| Nazione              | Nome                 | Numero           |
| -------------------- | -------------------- | ---------------- |
| Italia (bandiera)    | Giancarlo Fisichella | 3                |
| Finlandia (bandiera) | Heikki Kovalainen    | 4                |
| Piloti di riserva    |                      |                  |
| Nazione              | Nome                 | Numero           |
| Brasile (bandiera)   | Ricardo Zonta        | 32               |
| Brasile (bandiera)   | Nelson Piquet Jr.    | 32               |

## Risultati F1
| Anno | Team       | Motore          | Gomme | Piloti     |    |   |   |   |    |    |   |    |   |    |    |   |    |     |   |    |     | Punti | Pos. |
| ---- | ---------- | --------------- | ----- | ---------- | -- | - | - | - | -- | -- | - | -- | - | -- | -- | - | -- | --- | - | -- | --- | ----- | ---- |
| 2007 | Renault F1 | Renault RS27 V8 | B     | Fisichella | 5  | 6 | 8 | 9 | 4  | SQ | 9 | 6  | 8 | 10 | 12 | 9 | 12 | Rit | 5 | 11 | Rit | 51    | 3º   |
| 2007 | Renault F1 | Renault RS27 V8 | B     | Kovalainen | 10 | 8 | 9 | 7 | 13 | 4  | 5 | 15 | 7 | 8  | 8  | 6 | 7  | 8   | 2 | 9  | Rit | 51    | 3º   |

| Legenda | 1º posto     | 2º posto | 3º posto    | A punti         | Senza punti/Non class.  | Grassetto – Pole position Corsivo – Giro più veloce |
| Legenda | Squalificato | Ritirato | Non partito | Non qualificato | Solo prove/Terzo pilota | Grassetto – Pole position Corsivo – Giro più veloce |